# Chemin des Dames

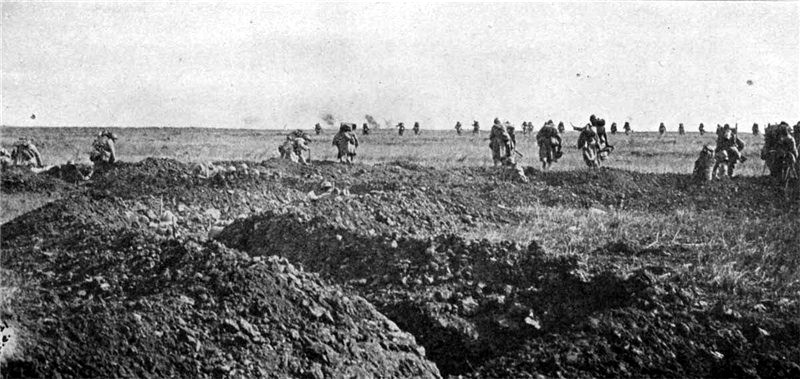
Asalt francez asupra Chemin des Dames în timpul celei de-a bătălii de pe Aisne

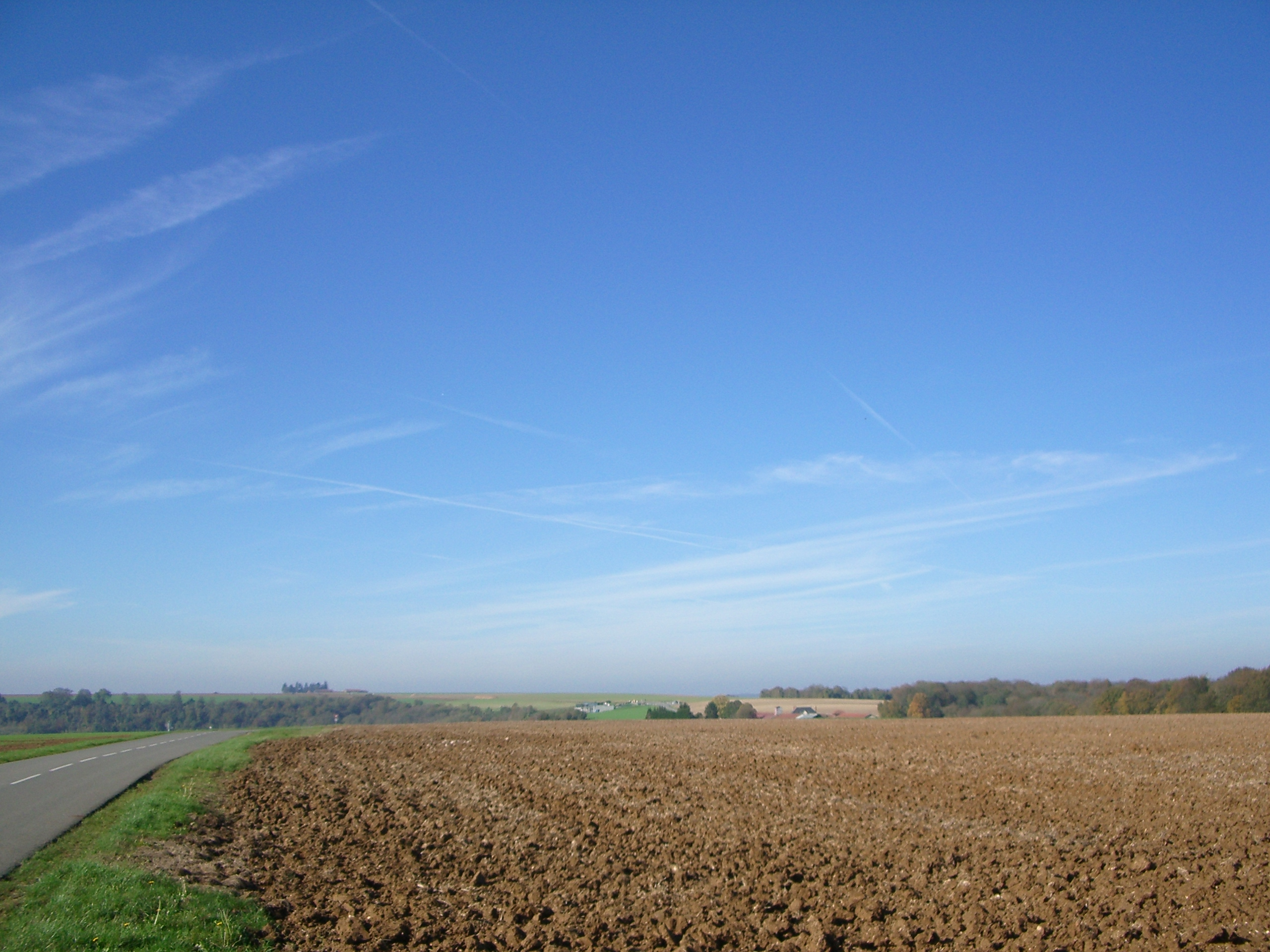
Platoul Chemin des Dames

În Franța, Chemin des Dames (literal, „drumul doamnelor”) este o parte a drumului departamental D18 și traversează de la est la vest  departamentul Aisne, făcând legătura între Route Nationale 2, (de la Laon către Soissons), la vest, și D1044 la Corbeny, la est. El are o lungime de aproximativ 30 de kilometri și se întinde de-a lungul unei coame de deal ce separă văile râurilor Aisne și Ailette. A primit acest numele în secolul al XVIII-lea, datorită faptului că acesta era traseul pe care se deplasau cele două fiice ale regelui Ludovic al XV-lea, Adélaïde și Victoire, care erau cunoscute ca Doamnele Franței. La momentul respectiv, el era doar un drum pentru trăsuri, dar era calea cea mai directă între Paris și Château de Boves, din apropiere de Vauclair. Castelul a aparținut lui Françoise de Châlus, fosta amantă a lui Ludovic al XV-lea, contesă de Narbonne-Lara și fosta doamnă de onoare a Adélaïdei, pe care cele două doamne o vizitau frecvent. Pentru a face drumul mai ușor, contele a pavat traseul, iar acesta a primit un nume nou. Importanța strategică a coamei de deal a devenit evidentă mai întâi în 1814, când tinerii recruți ai lui Napoleon au învins o armată prusaco-rusă în Bătălia de la Craonne.

## Primul Război Mondial

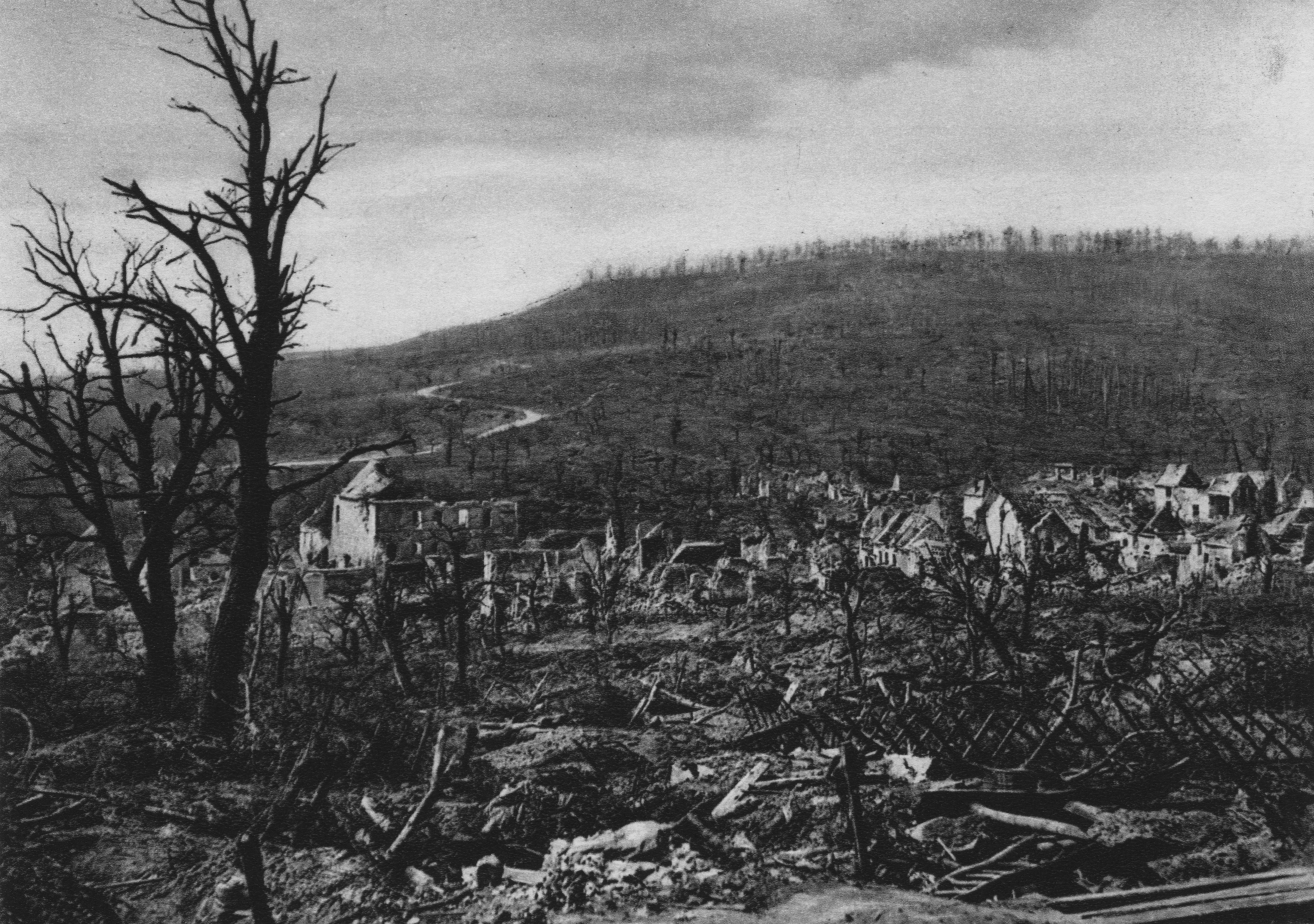
Statul devastat Soupir, mai 1917

Trei bătălii s-au purtat de-a lungul coamei de deal de pe Chemin des Dames, situată la nord de Paris, în timpul Primului Război Mondial. Toate sunt numite după râul care curge la sud de această coamă. Numele lor sunt următoarele:
- Prima bătălie de pe Aisne (1914) - contraofensivă anglo-franceză după Prima bătălie de pe Marna.
- A doua bătălie de pe Aisne (1917) - componentă principală a Ofensivei Nivelle.
- A treia bătălie de pe Aisne (1918) - a treia fază (Operațiunea Blücher) a Ofensivei germane de Primăvară.

În timpul Primului Război Mondial, Chemin Des Dames se afla în sectorul francez al Frontului de Vest. Importanța sa strategică l-a transformat într-un câmp de luptă al unor bătălii majore care au avut loc între 1914 și 1918. Armata germană a avut o poziție defensivă pe coasta dealului în septembrie 1914, oprind avansarea armatelor aliate după Bătălia de pe Marna. După o luptă intensă, germanii au preluat controlul platoului în noiembrie 1914.
Linia frontului a rămas stabilă până în martie 1917, timp în care mai multe mii de soldați au murit în atacuri locale sau în operațiuni militare surpriză. Pe 25 ianuarie 1915 forțele germane au capturat ferma Creute (azi La Caverne du Dragon sau Caverna dragonului), ultima poziție franceză de pe platou.
Cea mai cunoscută bătălie, denumită A doua bătălie de pe Aisne, a avut loc între 16 aprilie și 25 aprilie 1917. Pentru a slăbi apărarea germană, generalul Robert Nivelle, de formație artilerist, a ordonat un atac de artilerie ce a durat șase zile și în care au fost folosite 5.300 de arme. Acest atac a reprezentat un avertisment al unei ofensive franceze majore. Apoi, pe 16 aprilie, șapte corpuri de armată franceze au atacat linia germană de-a lungul coastei Chemin des Dames. Dar Nivelle a subestimat pregătirile defensive inamice; germanii creaseră o rețea de adăposturi subterane adânci în carierele de piatră de sub creastă, unde trupele lor s-au adăpostit de atacul francez. Germanii dominau panta sudică pe care încercau să avanseze trupele franceze. În prima zi, infanteria franceză și trupele coloniale senegaleze au avansat către partea de sus a coastei, în ciuda bombardamentului artileriei germane și a condițiilor meteorologice nefavorabile. Cu toate acestea, când infanteria franceză a ajuns pe platou, ea a fost încetinită și apoi oprită de focul intens al mitralierelor germane MG08/15. Ca urmare, francezii au avut 40.000 de victime doar în prima zi. În plus, în următoarele 12 zile ale luptei, pierderile franceze au continuat să crească până la 120.000 de victime (morți, răniți și dispăruți). Numărătoarea finală, când ofensiva s-a încheiat, a fost de 271.000 de victime franceze și de 163.000 de victime germane. Armata Germană a suferit mult mai puțin, dar a pierdut 20.000 de prizonieri, 40 de tunuri și 200 de mitraliere. Numărul mare de victime franceze într-un număr atât de mic de zile și obținerea unor câștiguri minime a fost perceput de cartierul general al Armatei Franceze și de publicul francez ca un dezastru. În plus, evacuarea chinuitor de lentă a răniților francezi a demonstrat, de asemenea, lipsa pregătirii logistice. Nivelle a fost nevoit să demisioneze, iar Armata Franceză s-a confruntat cu multe refuzuri de a lupta ce s-au transformat în revolte în mai multe divizii de infanterie.
Această situație risca să degenereze până la dezintegrarea completă a Armatei Franceze. Generalul Petain, care s-a opus acestei ofensive, a fost chemat să preia conducerea Armatei Franceze și să restabilească ordinea. El a realizat acest lucru fără a apela la pedepse colective aspre. Un total de 629 de oameni au fost condamnați la moarte, dar numai 28 de oameni, care și-au împușcat superiorii, au fost executați. În schimb, el a instituit schimbări pozitive precum permisii lungi, o alimentație mai bună a trupelor și o asistență medicală/chirurgicală superioară. Normalitatea s-a reinstaurat în toamna anului 1917. Armata Britanică a preluat apărarea capătului vestic al coastei în următoarele douăsprezece luni, ușurând sarcina armatei franceze.
În vara anului 1917, Bătălia Observatoarelor a fost o serie de atacuri și contraatacuri locale pentru a obține controlul unor poziții înalte între Craonne și Laffaux. În luna octombrie, după victoria aliaților în bătălia de la Malmaison, forțele germane au părăsit Chemin des Dames și s-au mutat în nordul văii râului Ailette.
A treia bătălie de pe Aisne a venit ca o surpriză totală pentru aliații, inclusiv pentru trupele britanice care fuseseră trimise acolo pentru a se odihni într-un sector liniștit. Pătrunderea germană a fost ajutată de ordinele unui general francez către soldații din prima linie - o tactică de această dată discreditată. Luptele au continuat în perioada 27 mai - 6 iunie 1918, dar nu au avut energia necesară din cauza lipsei unui obiectiv strategic și a prelungirii liniilor de alimentare. 
Ultima luptă de pe Chemin des Dames din cea de-a doua bătălie de pe Marna a avut loc între 2 august și 10 octombrie 1918.

## Astăzi

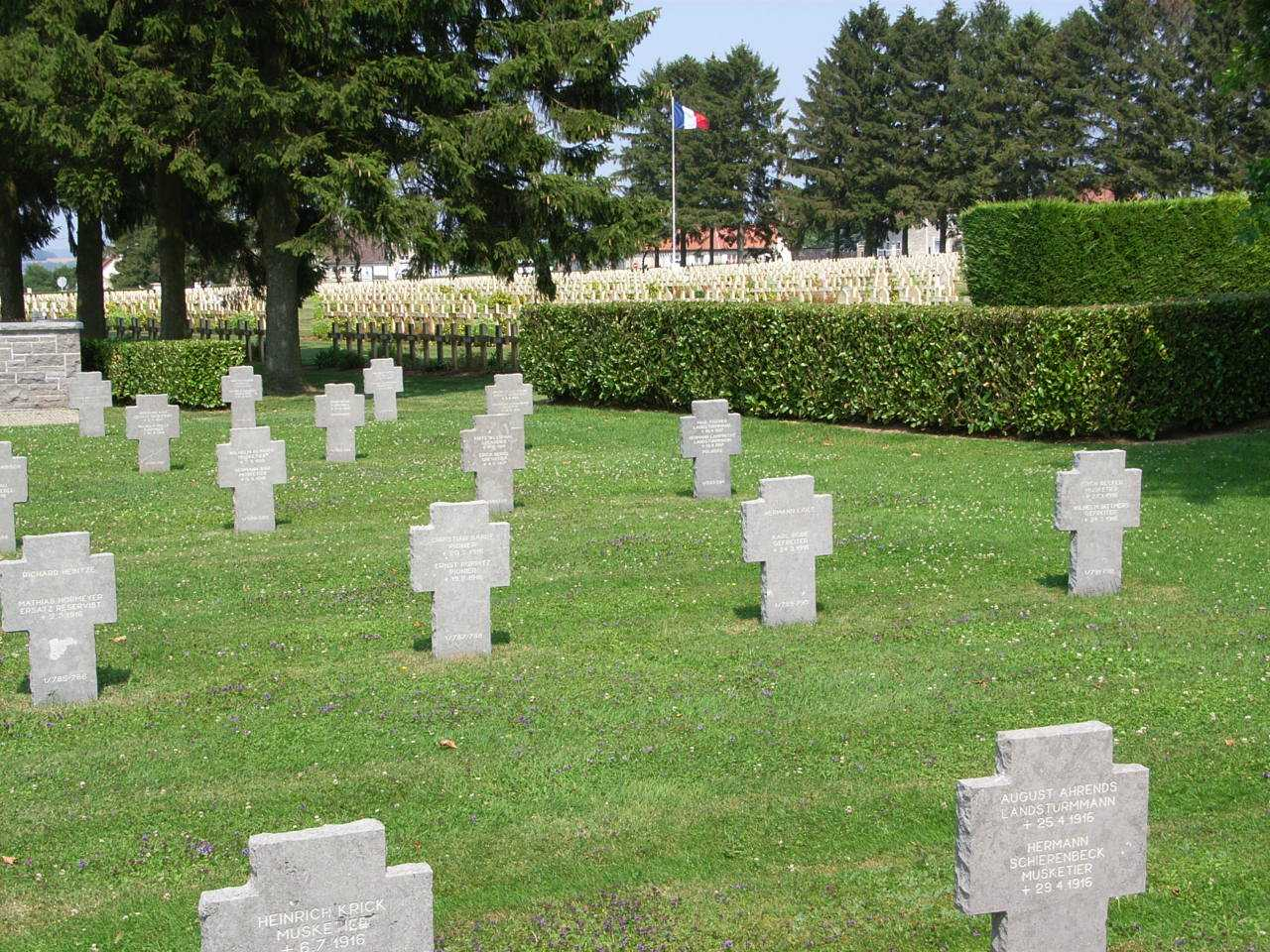
Cimitirele german (în prim-plan) și francez (în fundal) de la Cerny

Există numeroase cimitire și memoriale de război dedicate militarilor germani, francezi și britanici, de-a lungul Chemin des Dames.
Sub creasta este o rețea de grote lungă de aproape un kilometru numită „Caverna dragonului” (La Caverne du Dragon). Cavernele subterane erau inițial un sistem de tuneluri create în urma excavării de calcar în scopuri constructive în secolul al XVII-lea. Peșterile se află la circa 20-40 de metri sub nivelul solului. În timpul Primului Război Mondial peșterile au fost folosite de forțele franceze și germane ca spital de campanie și posturi de comandă, uneori simultan. Bombardamentul de artilerie din zonă a spart unele dintre stâncile de deasupra, care pot fi văzute astăzi. Aici se află acum un centru turistic care oferă tururi ghidate ale grotelor.
Traseul a fost folosit în timpul Etapei 6 din Turul Franței 2014, ca parte a cursei omagiale dedicate celor uciși în Primul Război Mondial.

## Cimitire
Au putut fi identificați aproximativ jumătate dintre cei care sunt îngropați în cimitirele din Chemin des Dames. Alții au fost îngropați în osuare sau în morminte colective. Notă: următoarea listă de cimitire naționale nu includ numele cimitirelor municipale în Franța care adăpostesc mormintele soldaților căzuți în lupte.

### Cimitire naționale franceze
| - Soupir (I & II) - Berry-au-Bac - Braine - Cerny-en-Laonnois | - Craonnelle - Crouy - Oeuilly - Pontavert | - Vailly-sur-Aisne - Vauxaillon - Vauxbuin |

### Cimitire naționale germane
| - Cerny-en-Laonnois - Laon „Bousson” - Laon „Champ de Manoeuvre” | - Montaigu (I & II) - Mons-en-Laonnois - Soupir | - Sissonne - Veslud |

### Cimitire naționale britanice
| - Soupir - Seraucourt-le-Grand „Grand Seraucourt” - Montcornet | - Sissonne - Vailly British Cemetery | - Vendresse - La Ville-aux-Bois-les-Pontavert |

### Cimitirul național italian
- Soupir

### Porțiuni din cimitire dedicate militarilor altor națiuni
- Danemarca: o porțiune în cimitirul național francez din Braine
- Statele Unite ale Americii: secțiunea Oise-Aisne American Cemetery and Memorial lângă Fère-en-Tardenois